# Medalla de l'Exèrcit de l'Índia

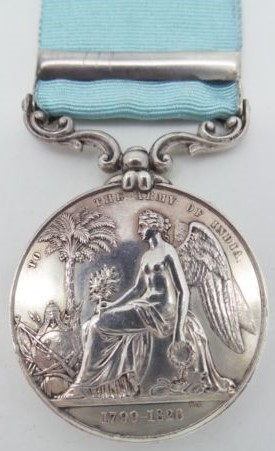
Revers de la medalla

La Medalla de l'Exèrcit de l'Índia (anglès:  Army of India Medal - AIM) va ser una medalla de campanya aprovada l'any 1851 per ser lliurada a oficials i homes de l'Exèrcit Britànic i de l'Exèrcit de l'Honorable Companyia de les Índies Orientals. Un guardó retrospectiu seguint el precedent establert per la Medalla del Servei General Naval i la Medalla del Servei General Militar, va servir per premiar el servei en diferents accions de 1803 a 1826.

## Criteris
La Medalla de l'Exèrcit de l'Índia va ser aprovada el 21 de març de 1851 com a premi retrospectiu per l'Honorable Companyia de les Índies Orientals, que va assumir el cost de la medalla, als supervivents de diverses accions durant el període 1803–1826. Aquest període va incloure quatre guerres: la Segona Guerra Mahratta (1803–04), la Guerra Gurkha (1814–16), la Tercera Guerra Mahratta o Guerra Pindari (1817–18) i la Primera Guerra Birmana (1824–26), juntament amb el setge de Bhurtpoor (1825–26). Cada batalla o acció coberta per la medalla estava representada per un fermall a la cinta se'n van sancionar fins a vint-i-una. Mentre que el màxim atorgat a un home era set, la majoria de medalles es van atorgar amb un sol fermall.
La medalla només es va concedir als supervivents i, com a tal, hi ha substancialment menys medalles emeses en comparació amb el nombre d'homes que van servir durant aquest període. Això es va deure en gran part a l'extrem lapse de temps entre les guerres commemorades i l'emissió de la medalla —havien passat quaranta-vuit anys entre la primera batalla commemorada —Alighur el 1803— i la data d'emissió, 1851. Només se'n van concedir 4.500 medalles en total.
Tot i que la medalla es va atorgar tant als soldats britànics com als indis sobre la mateixa base, el fermall Ava només es va concedir als europeus, ja que la Companyia de les Índies Oriental ja havia atorgat una medalla per a aquesta campanya de Birmània a tots els soldats indis nadius presents.

## Disseny
La medalla és circular, feta de plata i de 1,4 polzades (36 mm) de diàmetre. Va ser dissenyat per William Wyon.
L' anvers porta una efígie d'una jove reina Victòria que porta una diadema. A banda i banda de l'efígie hi ha la inscripció VICTORIA  REGINA.
El revers porta i una representació al·legòrica de la Victòria amb una branca de llorer a la mà dreta i una corona a l'esquerra. En primer pla hi ha una flor de lotus, amb una palmera i un trofeu d'armes al fons. A dalt hi ha la inscripció TO THE ARMY OF INDIA (A L'EXÈRCIT DE L'ÍNDIA) a sota a l'exerg 1799-1826..
Els destinataris britànics tenien el seu nom i unitat impresos a la vora de la medalla en majúscules romanes . Les medalles als indis, que es van anomenar localment, tenien diversos estils impresos i gravats.
La cinta blau pàl·lid fa 1,25 polzades (32 mm) d'amplada.

## Fermalls
Es van emetre els següents fermalls,llegint cap avall des de la part superior de la medalla:

Segona Guerra Mahratta :
- Allighur (4 de setembre de 1803)
- Batalla de Delhi (11 de setembre de 1803)
- Assaye (23 de setembre de 1803)
- Asseerghur (21 d'octubre de 1803)
- Laswari (1 de novembre de 1803)
- Angaon (29 de novembre de 1803)
- Gawilghur (15 de desembre de 1803)
- Defensa de Delhi (8-14 de desembre de 1803)
- Batalla de Deig (13 de novembre de 1804)
- Captura de Deig (11-23 de desembre de 1804)

Guerra Gurkha:
- Nepal (octubre de 1814 - març de 1816)

Tercera Guerra Maratha:
- Kirkee (5 de novembre de 1817)
- Poona (11-16 de novembre de 1817)
- Khadki i Poona (5-16 de novembre de 1817)
- Seetabuldee (26-27 de novembre de 1817)
- Nagpore (16 de desembre de 1817)
- Seetabuldee i Nagpore (26-27 de novembre, 16 de desembre de 1817)
- Maheidpoor (21 de desembre de 1817)
- Corygaum (1 de gener de 1818)

Primera guerra birmana :
- Ava (abril de 1824 - febrer de 1826)

Setge de Bhurtpoor :
- Bhurtpoor (17-18 de gener de 1826)